# Михаел Змајловић
Михаел Змајловић (Загреб, 19. јануар 1978) је хрватски политичар. Најмлађи министар је у Влади Зорана Милановића и бивши је градоначелник Јастребарског.

## Биографија
Основну школу је завршио у Јастребарском а гимназију у Загребу 1996. године. Дипломирао је на Економском факултету у Загребу 2001. године. Исте године постао је директор предузећа „Комунално Јастребарско“ из Јастребарског. Директор предузећа је био до 2009. године. Магистрирао је 2008. године Економском факултету у Загребу.
Од 2010. године члан је председништва Удружења градова Републике Хрватске и председник локалне акционе групе „Јана“. Током 2012. године кратко је био члан управног одбора Фонда за заштиту животне средине и енергетску ефикасност.
Ожењен је Маријом и отац је двоје деце. Хобији су му енологија, гастрономија, бадминтон и фотографија. Говори енглески језик, а служи се талијанским и немачким.

### Политичка каријера
Члан је Социјалдемократске партије (СДП) од 2005. године. Исте године изабран је за председника градске организације Странке. Пет године касније постаје и председник страначке организације Загребачке жупаније.
На локалним изборима 2009. године изабран је за градоначелника Града Јастребарско. Градоначелник је био три године. Наследио га је његов заменик Звонимир Новосел.
На парламентарним изборима 2011. године изабран је први пут за посланика у Хрватском сабору са листе Кукурику коалиције. У овом мандату био је председник Одбора за просторно уређење и грађевинарстов и члан одбора за финансије и државни буџет.
Постао је члан председништва СДП-а на конвенцији у јуну 2012. године.
После оставке Миреле Холи на функцији министра заштите животне средине и природе у Влади Републике Хрватске, а на предлог премијера Зорана Милановића, изабран је министра 13. јуна 2012. године.